# Saurita absona
Saurita absona là một loài bướm đêm thuộc phân họ Arctiinae. Loài này được Max Wilhelm Karl Draudt mô tả năm 1915. Loài này có ở Perú.